# Cyerce
Cyerce är ett släkte av snäckor. Cyerce ingår i familjen Caliphyllidae.
Kladogram enligt Catalogue of Life:
| Cyerce | \| \| Cyerce antillensis \| \| \| \| \| \| Cyerce cristallina \| \| \| \| |
|        | \| \| Cyerce antillensis \| \| \| \| \| \| Cyerce cristallina \| \| \| \| |
|        | Caliphylla                                                                |
|        |                                                                           |
|        | Mourgana                                                                  |
|        |                                                                           |
|        | Mourgona                                                                  |
|        |                                                                           |
|        | Phyllobranchillus                                                         |
|        |                                                                           |
|        | Polybranchia                                                              |
|        |                                                                           |
|        | Cyerce antillensis                                                        |
|        |                                                                           |
|        | Cyerce cristallina                                                        |
|        |                                                                           |

|  | Cyerce antillensis |
|  |                    |
|  | Cyerce cristallina |
|  |                    |

## Bildgalleri

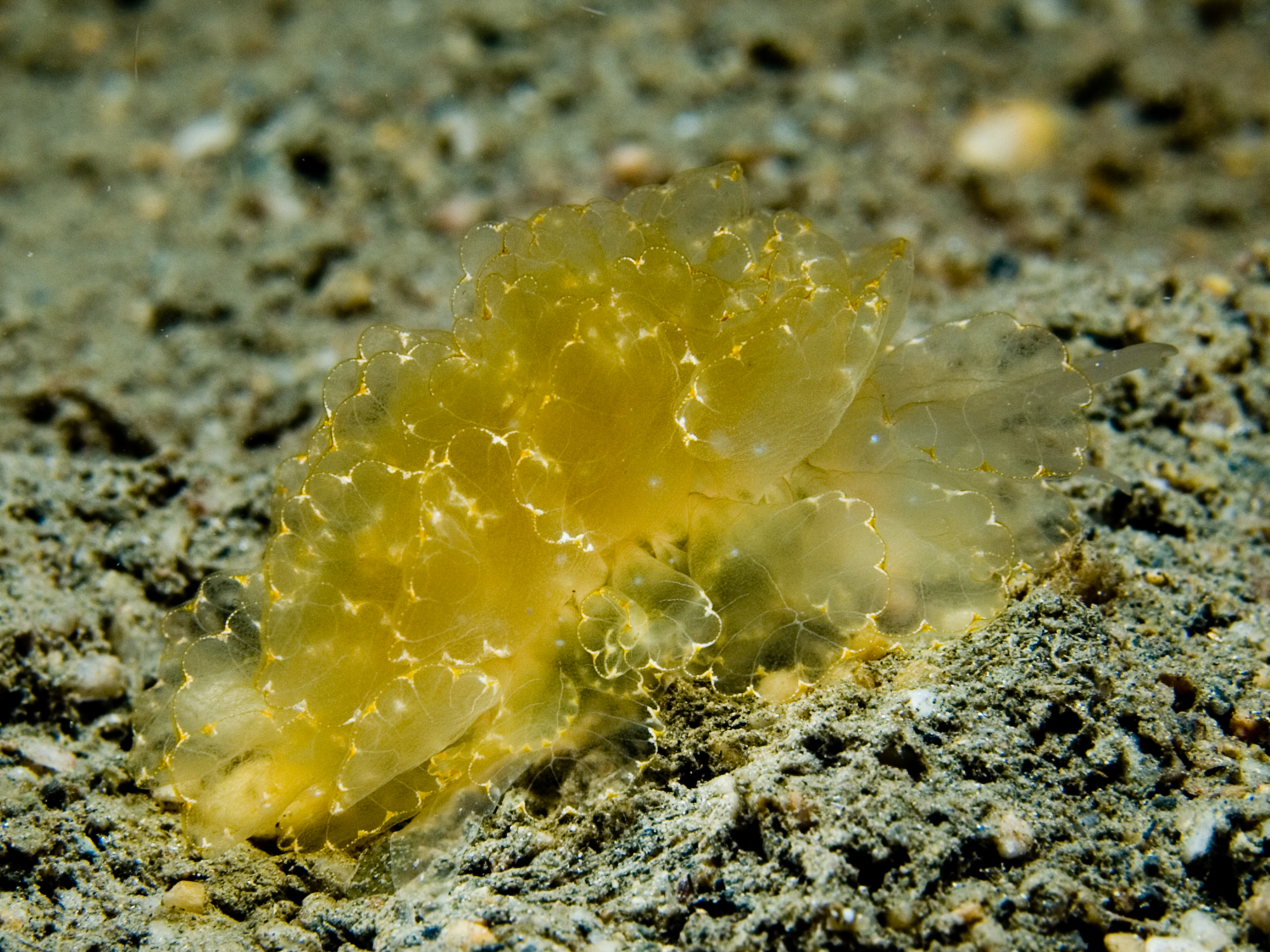
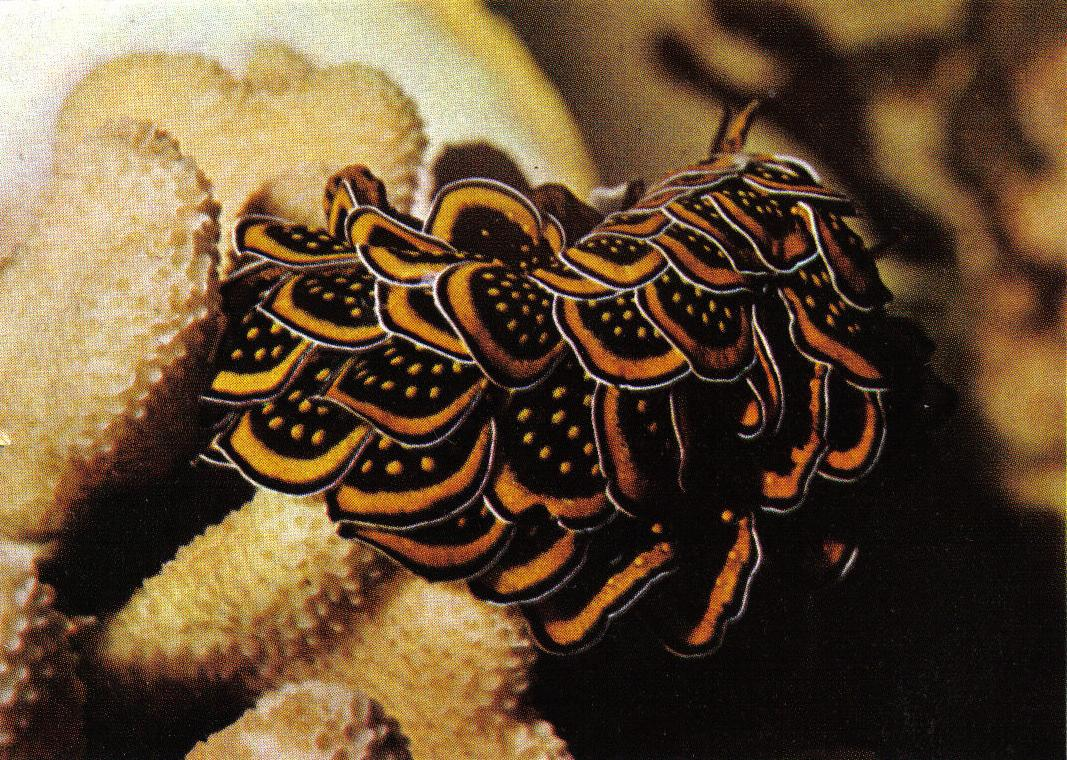